# قائمة الأشخاص الأكثر أولادا
تضم هذه المقالة أشهر الأشخاص الذين عرفوا بأبوتهم لأكبر عدد من الأولاد.

## الإناث والأزواج بزوجة واحدة
يضم هذا القسم الإناث اللاتي أنجبن على الأقل 20 ولدًا. الأرقام بالخط العريض والمائل قد تكون غير دقيقة، حيث تسجيل بعضهم قبل القرن الـ19. نظرًا لحمل الإناث وكونهم عادة أحاديي الزوج، تكون أرقامهم مشتركة مع أزواجهم أو قد يتخطاهم أزواجهم.
| عدد الأولاد | الأم/الزوجان                                                       | ملاحظات |
| ----------- | ------------------------------------------------------------------ | --- |
| 69          | السيد والسيدة فاسيلييف (الزوجة الأولى).                            | يحمل السيد فاسيلييف وزوجته الأولى الرقم القياسي لأكبر عدد من الأطفال لزوجان. حيث أنجبت ما مجموعه 69 طفلًا - 16 توأمًا، و7 توائم ثلاثية، و4 توائم رباعية – بين عامي 1725 و1765، في مجموع 27 ولادة. يقال أن 67 من الـ69 طفلا قد نجوا من مرحلة الطفولة. حظى فاسيلييف كذلك بـ18 طفلا بواقع ست توائم وثلاثة توائم ثلاثية من زوجة ثانية، في 8 ولادات، كان أبًا لـ87 طفلا في المجمل. |
| 62          | السيد والسيدة جرافاتا                                              | أنجبت امرأة توسكانية تدعى جرافاتا 62 طفلا حيًا في المجمل. تعرف هذه الحالة باسم قضية جرافاتا. |
| 57          | السيدة والسيد ياكوف كيريلوف                                        | الزوجة الأولى للقروي ياكوف كيريلوف من قرية فيدينسكي، روسيا، أنجبت 57 طفلا في 21 ولادة. فقد أنجبت 4 توائم رباعية، و7 توائم ثلاثية، و10 توائم. وكان جميع الأطفال أحياء في عام 1755 حين مثل كيريلوف، 60 عاما، أمام المحكمة.:6 كما في حالة فاسيلييف، لم يتم التأكد من حقيقة هذه الإدعاءات، وهي غير محتملة للغاية. |
| 53          | باربرا وآدم ستراتزمان                                              | يُدعى أن باربرا ستراتزمان (حوالي 1448 - 1503) من بلدة بونيغهايم، ألمانيا، قد أنجبت 53 طفلا (38 ابنًا، و15 بنتًا) في 29 ولادة بحلول عام 1498. حيث أنجبت مجموعة واحدة من التوائم السياعية، وأخرى من التوائم السداسية، و4 مجموعات من التوائم الثلاثية، بالإضافة إلى 5 توائم،. 19 من أولئك الأطفال ولدوا ميتين، أكبر الناجين منهم كان عمره 8 سنوات في عام 1498. كما في حالتي فاسيلييف وكيريلوف السابقتين، فإن نجاة أي من الأبناء من تلك الولادات المتعددة مشكوك فيه، وكذلك احتمالية هذا الكم من الولادات المتعددة قبل عصر أدوية الخصوبة. |
| 52          | مادالينا جراناتا                                                   | مادالينا جراناتا (ولدت 1839) بمدينة نوتشيرا، إيطاليا، والتي تزوجت بعمر الـ28، أنجبت 52 طفلًا حيًا وميتًا، 49 منهم ذكور بحلول العام 1886. الطبيب دي سانتيس من مدينة نوتشيرا أشار إلى أنها أنجبت 15 توأمًا ثلاثيًا.:14 |
| 42          | إليزابيث وجون موت                                                  | إليزابيث موت، من مونكس كيربي، يوركشاير، تزوجت في 1676 وأنجبت 42 طفلًا حيًا. توفت في 1720.:13 |
| 41          | أليس هوكس                                                          | وفقًا للنقش على ضريح في مقابر كنيسة كونواي، جويند، شمال ويلز، كان نيكولاس هوكس (توفي 1637) الابن الـ41 لوالدته أليس هوكس، لكن لم توجد مزيد من التفاصيل.:13 |
| 39          | إليزابيث وويليام جرينهيل                                           | كان توماس جرينهيل الابن الأخير من أصل 39 لأمه إليزابيث (1615-1681) وويليام جرينهيل. تكونت العائلة من 7 أبناء و32 بنتًا. لم يكن هذا مجرد رقم كبير من المواليد الأحياء فقط، وإنما أيضا الغريب أن جميعهم بإستثناء توأم واحد فقط كانوا جميعا ولادات فردية. |
| 38          | مريم ناباتانزي بابيريي                                             | في سن 37، حظت ناباتانزي (أوغندا) بـ38 طفلًا أنجبتهم جميعًا في المنزل بإستثناء المولود الأخير الذي كان يبلغ من العمر 4 أشهر. حيث تم توليدها قيصريًا. من بين أطفالها يوجد ست توائم، و4 توائم ثلاثية، و3 توائم رباعية وولادتين فرديتين. 10 من أولئك الأطفال كُنّ فتيات والبقية كانوا فتيان. |
| 35          | السيدة والسيد هاريسون                                              | السيدة هاريسون، زوجة حانوتي مقيم في شارع فير، لندن، أنجبت طفلها الخامس والثلاثين من قبل زوج واحد في عام 1736. |
| 33          | ماري وجون جوناس                                                    | أنجبت ماري جوناس (1814-1899) 33 طفلًا، من بينهم 15 توأمًا ذكر وأنثى. تم منحهم جميعًا أسماءً مسيحية، لكن القليل منهم وصلوا للبلوغ. كان 10 أطفال لا يزالون أحياء حين توفي والدهم جون في 1892. |
| 32          | مودي وبيركسيل أوليفر                                               | السيدة موديل م. أوليفر، بسن الـ50، زوجة مزارع في لامبيرتون، كارولينا الشمالية، كانت تنتظر طفلها الـ33 في 1959. في ذلك الوقت كان 22 من أطفالها على قيد الحياة. |
| 32          | ماريا أدولوراتا كاساليني                                           | السيدة كاساليني (ولدت 1929) من مدينة برينديزي، إيطاليا، تزوجت بسن 17 وأنجبت طفلها الـ32 في 11 نوفمبر 1970. حظت بمجموعتين من التوائم الرباعية، ومجموعة واحدة من التوائم الثلاثية، وتوأمًا واحدًا، و19 ولادة فردية. لم ينجُ سوى 15 طفلًا. |
| 32          | مادالينا وريموندو كارنوبا                                          | مادالينا كارانوبا من سيلانديا، البرازيل، تزوجت بعمر 13 وأنجبت 32 طفلًا: 24 ابنًا و8 بنات. |
| 32          | ماريا بينيتا أوليفيرا                                              | السيدة أوليفيرا (ولدت 1939) من سان خوان، الأرجنتين، أنجبت طفلها الـ32 يوم 31 يناير 1989. من المعتقد أن كل أطفالها كانوا على قيد الحياة في ذلك الوقت. تزوجت مرتين، وأنجبت مجموعة من التوائم الثلاثية (ولدوا حين كان عمرها 13) ومجموعتين من التوائم الثنائية. |
| 30          | ريبيكا تاون                                                        | السيدة تاون (1807-1851) من كيجلي، يوركشاير، أنجبت 30 طفلًا، لكن واحد فقط هو من وصل لسن 3 سنوات. |
| 29          | آنا ثيريسيا بليل                                                   | كانت الزوجة الأولى لمارتين بليل (انظر الآباء)، مدير مدرسة من رابرستال في النمسا السفلى في القرن الـ18. ابنهما الـ24 كان الملحن إجناز بليل (ولد 1757). |
| 28          | مابيل ميرفي                                                        | السيدة ميرفي (ولدت 1898) من ليسناسكي، مقاطعة فيرماناغ، أيرلندا الشمالية، تم التقرير بأنها أنجبت 28 طفلًا (12 منهم ولدوا ميتين) في 32 سنة من الزواج بحلول ديسمبر 1949، لكن هذا الإدعاء لم يتم إثباته بشكل كامل. |
| 27          | جليندورا بوب                                                       | السيدة بوب، زوجة نجار من ولاية أيداهو، أنجبت طفلها الـ27 في يونيو 1939، في سن الـ45. في ذلك الوقت، كان 14 من أطفالها على قيد الحياة. كانت جميعهم ولادات فردية. |
| 27          | ماري-إليز (مواليد عائلة تشامبرلاند) وهليودور سير                   | ماري إليز تشامبرلاند وهليودور سير تزوجا في 1928 وحظيا بـ27 طفلًا بحلول عام 1959، جميعهم ولادات فردية. وصل 19 منهم إلى سن البلوغ. السيد سير، مزارع بطاطس، من ساينت فرانكوييس دي ماداواسكا (نيو برونزويك)، ظهر في البرنامج التليفزيوني أملك سر (I've Got A Secret ) ثلاث مرات - بعد ولادة طفله الـ25، والـ26، والـ27. |
| 25          | لابا بياجنتي وجياكومو دي بنينكاسا                                  | كانت طفلتهما الثالثة والعشرين هي القديسة كاترينا من سيينا. |
| 25          | آدا واتسون                                                         | السيدة واتسون (1886-1974) من كامبريدج أنجبت 25 طفلًا، بما في ذلك 3 توائم، خلال الفترة من 1904-1931. وصل جميع الأطفال للبلوغ. |
| 24          | كاثلين سكوت                                                        | السيدة سكوت (ولدت 4 يوليو 1914) من دبلن أنجبت طفلها الـ24 في 9 أغسطس 1958. 20 من أطفالها كانوا لا يزالون على قيد الحياة في 1990. |
| 24          | مارسيلا س. (مواليد عائلة ميلس) بيج كراو وجيمس م. بيج كراو سينيور.  | مارسيلا ميلس-بيج كراو (1924-1989) من باين ريج، داكوتا الجنوبية أنجبت 24 طفلًا، بما فيهم 8 أزواج من التوائم. 5 أطفال توفوا أثناء الطفولة. |
| 23          | كريستين من ميكلينبورج-جوستروف ولويس كريستيان، كونت ستولبيرج-جيديرن | الجدة الثالثة الملكة فيكتوريا ملكة المملكة المتحدة أنجبت 23 طفلًا في 19 حمل بين 1684 و1705 (منهم 4 أزواج من التوائم): بلغ 11 منهم إلى سن البلوغ. |
| 23          | الملكة داريجان والملك هيراكليوس الثاني ملك جورجيا                  | حظا بـ23 طفلًا في المجمل، وصل 13 منهم لسن البلوغ. |
| 23          | تاباتا ماركوم وسيلاس مينورد                                        | تزوجا في 1811، عاشا في مقاطعة أوفرتون، تينيسي وأنجبا 23 طفلًا. واحدة من بناتهم، سيريانا، أصبحت أم لـ17 طفلًا لاحقًا. |
| 23          | جريس باجناتو                                                       | حظت جريس باجناتو وزوجها بـ23 طفلًا: 9 منهم تم إنجابهم للتنافس على وصية شخص غريب الأطوار في تورونتو، فيما أصبح يعرف باسم ديربي اللقلق العظيم. |
| 23          | إيرين وتشارليس ديميلو                                              | أنجبت إيرين ديميلو من تيفرتون، رود آيلاند طفلها الـ23 في فبراير 1958 في سن الـ40 خلال 25 سنة من زواجها. لم تكن هناك أي ولادات متعددة. 17 من أطفالها كن على قيد الحياة، وكان أكبرهم يبلغ 23 عامًا. |
| 23          | ماري وسلفستر هيمسينج                                               | ماري هيمسينج (1913-2014) من رولينج هيلز، ألبرتا، كندا، أنجبت 11 ولدًا و12 بنتًا، ولدت إحداهن ميتة. |
| 22          | أورسولا وفرانس أدولف ديتريخ من إنجلهايم                            | الكونت الألماني فرانس أدولف ديتريخ فون إنجلهايم (1659-1742) من ماينز، وزوجته أورسولا (1668-1730) أنجبا 22 طفلا بين 1683 و1712. |
| 22          | إيميلي فيتزجيرالد                                                  | إيميلي فيتزجيرالد، دوقة لينستر وزوجها الأول جيمس فيتزجيرالد، الدوق الأول للينستر أنجبا 19 طفلًا بين 1748 و1773. لاحقًا، تزوجت مدرس أطفالها ويليام أوجيلفي، وأنجبا 3 أطفال بين 1775 و1778. |
| 22          | ماري ماسيكوت وفيليب دونتيجني                                       | تم إنجاب أولئك الأطفال بين 1888 و1915 في شومبلان، كيبك: توفي 14 منهم خلال مرحلة الطفولة. لم تكن هناك أي ولادات متعددة. |
| 22          | السيدة والسيد هوستيتر                                              | روي هوستيتر، عامل منجم في بنسلفانيا يبلغ من العمر 46 عامًا، وزوجته البالغة 42 عامًا أعلنا مولد طفلهما الـ22 في مايو 1941. |
| 22          | تشارلوت ومارلون ستوري                                              | أنجبت تشارلوت ستوري من بيكرسفيلد، كاليفورنيا طفلها الـ22 في يوليو 1946. جميع أولئك الأطفال باستثناء اثنان من الـ21 طفلًا الآخرين كانوا على قيد الحياة. شاركت قصة مارلون وتشارلوت فيبرنامج You Bet Your Life في 1950. |
| 22          | السيدة ديك ريناتا                                                  | السيدة ديك ريناتا، ماوري من خليج هوكس، نيوزيلندا أنجبت طفلها الـ22 في نوفمبر 1948. نجا 14 من أطفالها، بما في ذلك الابن الثاني الذي كان عمره 21 سنة حين أنجبت طفلها الـ22، وكان أبًا بنفسه. |
| 22          | مادلين ومارس ديفود                                                 | مادلين ديفود، زوجة عامل في مجال الألبان من لاجور، غرب فرنسا، أنجبت طفلها الـ22، صبي، في مارس 1952، بعمر الـ42. الزوجان ديفود، تزوجا لمدة 24 عامًا، حظيا بـ13 فتاة و7 فتيان. فينا توفي الطفلان الآخران في طفولتهما. |
| 22          | مابيل كونستابل                                                     | أنجبت السيدة كونستابل (ولدت 1920)، من لونج اتشينجتون، وركشير، 22 طفلًا، بما فيهم مجموعة من التوائم الثلاثية ومجموعتين من التوائم الثنائية. |
| 22          | مارجريت مكنوت                                                      | السيدة مكنوت (ولدت 1923) من بالسال هيث، برمنجهام، أنجبت 22 طفلًا، 12 ولد (توفي 2 منهم في الطفولة) و10 بنات، جميعهم ولادات فردية. |
| 22          | لوسيل وألفين ميلر                                                  | أنجبت السيدة ميلر طفلها الأول في سن 17، فيما أنجبت طفلها الأخير بعمر الـ43. عاش كل أطفالها الـ22 حتى سن البلوغ. تبنت العائلة كذلك العديد من الأطفال. |
| 22          | إيفي (مواليد الشرق) وتشارليز ديكي                                  | أنجبت السيدة ديكي من كلينتون، مين 22 طفلًا، جميعهم ولادات فردية. عاشوا جميعًا حتى البلوغ، ووصل 18 منهم إلى سن السبعينات، والثمانينات، والتسعينات (فيما توفي الآخرون في عمر 30، و58، و60، و67). |
| 22          | بريدجيت براون (مواليد عائلة فاجان) وباتريك براون                   | من دبلن، أيرلندا. 15 ابنًا و7 بنات، تجاوز 13 منهم مرحلة الطفولة. كان الطفل الثاني عشر هو الكاتب القعيد كريستي براون. |
| 22          | امرأة رومانية غير معروفة                                           | أنجبت امرأة رومانية عمرها 38 سنة من لوم، بلغاريا طفلها الـ22 في مارس 1998. لم تمتلك هي ولا زوجها وظائف. عاش 17 طفلًا معهم فيما كان 5 في دور الأيتام. |
| 21          | أوليفيا (مواليد عائلة ويتمور) وأرثور جينيس                         | كان جينيس صانع خمر أيرلندي. 10 فقط من أطفالهم عاشوا حتى البلوغ. |
| 21          | آن كلارك سكيريت وجيريميا لير                                       | كان طفلهما الـ20 هو الفنان، والرسام، والموسيقي، والمؤلف، والشاعر الإنجليزي إدوارد لير (ولد 1812). |
| 21          | تيودورا (مواليد عائلة لوبيز) وريموندو أوليفاس                      | ولد في 1809 في لوس أنجلوس، التقى ريموندو أوليفاس زوجته المستقبلية، تيودورا لوبيز، في سانتا باربارا. تزوجا عام 1832، وأنجبا معًا 21 طفلًا - 13 فتى و8 فتيات. في 1841، بنى ريموندو مبنى أوليفاس من الطوب اللبن، وهو جزء مهم من الإرث الثقافي لمدينة فينتورا. |
| 21          | جوزفين ومايكل سالزو سينيور                                         | تضمن الـ21 طفلًا أول مجموعة توائم رباعية معروفة تبقى بالكامل على قيد الحياة في نيو هيفين، كونيتيكت، وتضمنت كذلك مجموعة من التوائم الثلاثية ومجموعتين من التوائم الثنائية. |
| 21          | آنا وهنري كروكر                                                    | عاش 18 من أطفالهما حتى البلوغ. |
| 21          | السيدة والسيد ألبيرت كونينجهام                                     | رحب الزوجان من آيرون ماونتين، ميشيجان بطفلهما الـ21 في سبتمبر 1930 بعد 27 سنة من الزواج. كان 17 من أطفالهما على قيد الحياة. |
| 21          | ماري تشالونر هيل                                                   | زوجة اللواء جون هيل (1728-1806)، ماري هيل (1743-1803، المولودة كماري تشالونر في جيسبورو، يوركشاير، إنجلترا) أنجبت 21 طفلًا بين 1764 و1789، بما فيهم طفلها الأول جون هيل. |
| 21          | إليزابيث هودسون                                                    | السيدة هودسون، من لندن، زوجة بخاخ طلاء، أنجبت طفلها الـ21 في قبراير 1955، بسن الـ45. كان 16 من أطفالها على قيد الحياة. |
| 21          | إديث هيل                                                           | السيدة هيل من ليستر، إنجلترا، زوجة رجل بريد، أنجبت طفلها الـ21 في ديسمبر 1960، في سن 46. كان ابنها الأكبر عمره 30 عام في ذلك الوقت وكانت تملك أحفادًا بالفعل. توفي اثنان من أطفالها في الطفولة، فيما كان الآخرون 9 فتيان و10 فتيات. |
| 21          | ماري ووارا تينجو                                                   | الزوجان الماوريان من هاميلتون، نيوزيلندا، استقبلا طفلهما الـ21 في يناير 1968، كات الأم 42 عامًا. كان لديهم 5 أحفاد في ذلك الوقت. |
| 21          | أليزا ومير بن حروش                                                 | أنجبت أليزا بن حروش من حيفا طفلها الـ21 في الـ21 في يوليو 1969 في سن الـ46 وأصبحت الأم الأكثر إنجابًا في إسرائيل. |
| 21          | امرأة هندية غير معروفة                                             | ليس هناك الكثير من المعلومات حول هذه الحالة سوى أن امرأة من آسام أنجبت طفلها الـ21 في 1970. |
| 21          | ليونارا ويانوش ناميني                                              | ليونارا ناميني، من أوستريتسا، هيرتسا رايون، تشيرنيفتسي أوبلاست، أنجبت طفلها الـ21 في أكتوبر 2013 بعمر الـ44، لتصبح الأم الأكثر إنجابًا في أوكرانيا. تتبع ليونارا وزوجها يانوش الكنيسة الرسولية (الناصرية) ولا يهتمون بتحديد النسل. تمتلك عائلة ناميني 11 ابنًا و10 بنات، بما في ذلك مجموعتين من التوائم. |
| 21          | سباستيانا ماريا دا كونسيكاو                                        | أنجبت سباستيانا ماريا دا كونسيكاو، بسن 51، طفلها الـ21 في مدينة أراكاجو، البرازيل، في مايو 2015. انضم الصبي للعائلة المكونة من 10 إخوان و10 أخوات والذين كان منهم 18 على قيد الحياة. |
| 20          | جين (مواليد عائلة بوردون) وآدم لوفتس                               | مطران أرماه، ثم دبلن، والسيد مستشار أيرلندا آدم لوفتس أنجب 20 طفلًا من زوجته جين بين حوالي 1559 و1590، 12 منهم عاشوا حتى سن البلوغ. |
| 20          | كاثرين ماريون دي دروي وأنطوان أرنولد                               | المحامي الفرنسي الشهير أنطوان أرنولد حظى بـ20 طفلا من زوجته كاثرين ماريون دي دروي بين 1588 و1612، عاش 10 منهم حتى سن البلوغ. |
| 20          | إليزابيث كارليتون                                                  | إليزابيث كارليتون، ابنة السير دادلي كارليتون، أنجبت طفلة واحدة من زوجها الأول توماس باركر، و19 طفلًا من زوجها الثاني جيلس فانبرة، نجا 12 منهم من فترة الطفولة، بما في ذلك المهندس المعماري والكاتب المسرحي الإنجليزي جون فانبرة (1664-1726) والعميد البحري لـ نيوفاوندلاند فيليب فانبرة (1681-1753). |
| 20          | ماري إليزابيث من إيجنبيرج وفرديناند جوزيف                          | أنجب فرديناند جوزيف 20 طفلًا من زوجته ماري إليزابيث من إيجنبيرج بين 1657 و1685 (جميعها ولادات فردية)، ولم ينج منهم سوى 5 أطفال لسن البلوغ. |
| 20          | آن مارجريت روسينج وبيدر هوريبو                                     | أنجب عالم الفلك الدنماركي بيدر هوريبو وزوجته آن مارجريت روسينج 20 طفلًا في المجمل. استمر واحد من أبنائهم، كريستيان هوريبو، المولود في 1718، في عمل والده. |
| 20          | باربي أرنولت وأنطوان مونيرون                                       | باربي أرنولت وأنطوان مونيرون أنجبا 20 طفلًا بين 1733 و1758 (جميعهم ولادات فردية)، تجاوز 12 منهم مرحلة الطفولة. أصبح أبناءهم مشهورين بالإخوة مونيرون. |
| 20          | روسجين (مواليد عائلة فيلد) وهايوم لوفنستاين                        | روسجين وهايوم لوفنستاين من لانديرنباخ، ألمانيا، أنجبا 20 طفلًا، عاش 19 منهم حتى سن البلوغ. ولد أصغر أطفالهم في 1860. |
| 20          | ماري فيرولت وبيير إدوارد كوشون                                     | ولدوا بين 1853 و1882 في شاتوريشيه، كيبك، كندا. توفي 16 من الأطفال في الطفولة، وتوفي آخر في بداية البلوغ. لم يكن بينهم ولادات متعددة. |
| 20          | فلوريستين بيتشي وجاسبارد بوبري                                     | أنجبت فلوريستين بيتشي وجاسبارد بوبري 20 طفلًا، كان أكبرهم هو العملاق الشهير إدوارد بوبري، المولود في 1881 في ويلو بانش، ساسكاتشوان. |
| 20          | إيما كاثرين بادجيت وأديسون بيدويل ميللارد                          | أديسون ميلارد (1843-1898) وإيما بادجيت (1849-1919) تزوجا في 1865 في أوربانا، ماريلاند، وأنجبا 20 طفلًا، ولد آخرهم في 1890. توفي 6 منهم في طفولتهم. انتقلت الأسرة إلى فيرجينيا في 1893، حيث أدارو مطحنة كولفين ران لما يزيد عن 50 سنة. |
| 20          | إليز شتاينمان وليونارد هاوزر                                       | أنجب الزوجان 20 طفلًا، توفي 7 منهم كأطفال. إليز شتاينمان (1848-1928) وليونارد هاوزر (1842-1915) ولدا كليهما في سويسرا. هاجرا إلى الولايات المتحدة في 1882، واستقرا في جرينوود (جرينفيلد حاليا) بالقرب من روكفورد، مينيسوتا. ولد 13 من أطفالهم في سويسرا، و7 في الولايات المتحدة. |
| 20          | إلا وجيمس لي تاونسيند                                              | إلا وجيمس لي تاونسيند، مزارعان من مقاطعة مونتجومري، ميسيسيبي، أنجبا 20 طفلًا. كانت أصغرهم ناشطة حق التصويت الأمريكي وقائدة الحقوق المدنية، السخية فاني لو هامر، الذي ولد في 1917. |
| 20          | جيرترود لويزا روي جودلي وجورج توماس جولي                           | تزوج جورج وجيرترود في 1905، وأنجبا 20 طفلًا بين 1906 و1932، حين كانت جيرترود في عمر الـ46. كانت العائلة من منطقة خليج تولاجا على الجزيرة الشمالية لنيوزيلندا.[بحاجة لمصدر] قدمت صحيفة جيسبورن تقريرًا في 1973 حول جمع شمل لـ140 من أحفادهم وذكرت أنهما امتلكا 215 حفيدًا مباشرًا في ذلك الوقت. |
| 20          | ماري وجون فولرتون                                                  | أنجب ماري وجون فولرتون من مقاطعة دونيجال، أيرلندا 20 طفلًا، كان أكبرهم هو إيدي فولرتون، الذي ولد في 1935. |
| 20          | السيدة والسيد ريكسفورد أوكلي                                       | أنجبت السيدة أوكلي،54 عام، من سكرانتون، بنسلفانيا، طفلها الـ20 في ديسمبر 1954. كان 18 من الأطفال، بما في ذلك الطفل المولود للتو على قيد الحياة. |
| 20          | زولا إينيز (مواليد عائاة سوتيرفيلد) وهارفي أوستون سميث             | السيدة سميث (ولدت 1 سبتمبر 1910) أنجبت طفلها الـ20 في ماونتن فيو، أركانساس، في مايو 1956، بسن 45. هي وزوجها تزوجا لمدة 29 عام، وأنجبا 14 ابنًا و6 بنات، جميعهم ولادات فردية. 3 أبناء توفوا في طفولتهم. بحلول أبريل 1973 كان لديهم 35 حفيد و2 من أبناء الأحفاد. |
| 20          | روز ألما ورولاند ليتندر                                            | أنجب الزوجان 20 طفلاً، توفي أصغرهم نتيجة لإصابة أثناء الولادة. ولد جميع الأطفال في درومونفيل، كيبك. في أغسطس 2014 كانت روز ألما لا تزال على قيد الحياة بعمر 96. |
| 20          | السيدة والسيد إدوارد بيتر                                          | السيدة بيتر، 40 عام، زوجة بنَّاء من كوفينجتون، كنتاكي، أنجبت طفلها الـ20 في يناير 1958. توفي 4 من أطفالها بما فيهم توأم. أما البقية فكانوا 10 فتيان، و6 فتيات، وكان أكبرهم يبلغ 24 سنة. |
| 20          | دولوريس وبروسبير جرينيه                                            | أنجبت دولوريس جرينيه، 34 سنة، من ووترفيل، مين طفلها الـ20 في أبريل 1961. خلال 26 سنة من الزواج، أنجبت 12 ابنًا و8 بنات، بما فيها 3 مجموعات من التوائم. توفيت اثنتان من بناتها. |
| 20          | إلدورا وجيمس بارنيل                                                | أنجبت إلدورا بارنيل ،42 سنة، من بيكرسفيلد، كاليفورنيا طفلها الـ20 في نوفمبر 1966، بعد 27 سنة من الزواج. |
| 20          | أم ماريا غونزاليس موريرا                                           | لا توجد كثير من المعلومات حول هذه الحالة سوى حقيقة أنها أنجبت عشر مجموعات من التوائم. كذلك فعلت ابنتها (انظر أسفل). |
| 20          | ماريا غونزاليس موريرا                                              | السيدة موريرا من ريو دي جانيرو، البرازيل، أنجبت مجموعتها العاشرة من التوائم (فتيان متماثلان) في 3 يوليو 1984. توائمها الآخرين كانوا 16 بنتًا وصبيين. أنجبت لأول مرة في سن 13. |
| 20          | جيسي كامبل                                                         | السيدة كامبل (ولدت 1946) من ستروان، جزيرة سكاي، اسكتلندا، أنجبت طفلها الـ20 في 22 يناير 1990. |
| 20          | جوليانا وإيمو لوكاس                                                | أنجبت جوليانا لوكاس وزوجها، مزارع مجري، 6 أبناء و14 بنتًا. يعيشون في تولنا، المجر، في قصر يزرعون 3336 فدان (1350 هكتار). ولد أول طفل في 1966 فيما ولد الأخير في 1991. |
| 20          | فالنتينا وأناتولي كروميخ                                           | فالنتينا كروميخ، من منطقة ليخ-تولتوفسكي، ليبيتسك أوبلاست، روسيا، أنجبت 20 طفلًا بواقع 11 ابنا و9 بنات. في مايو 2015، كان 15 من الـ20 على قيد الحياة (توفي 2 في طفولتهما، فيما توفي الآخرون في أعمار 12، و28، و32)، كان أكبرهم يبلغ 46 عامًا فيما كان أصغرهم 22 عامًا. كذلك في مايو 2015، كانت فالنتينا تبلغ 64 عامًا، وباتت متزوجة من أناتولي كوميخ لـ46 عام، وأصبح لديهم 10 أحفاد بذلك الوقت. |
| 20          | إليزابيث وجوزيف ماتينجلي                                           | من مقاطعة نيلسون، كنتاكي، أنجبت السيدة ماتينجلي 20 طفلًا، عاشوا جميعًا حتى سن البلوغ. |
| 20          | إيلينا وألكسندر شيشكين                                             | إلينا شيشكينا (ولدت 1958) من فورونيج أوبلاست، روسيا، أنجبت طفلها الـ20 في أبريل 2003، لتصبح الأم الأكثر إنجابًا في روسيا. كان ابنها الأكبر بسن 24 في ذلك الوقت. تمتلك عائلة شيشكين 9 أبناء و11 بنتًا، و20 حفيدًا بحلول نوفمبر 2012. |
| 20          | نويل وسو رادفورد                                                   | سوزان (سو) رادفورد - مواليد 22 مارس 1975، من موركامب، المملكة المتحدة، أنجبت طفلها الـ20 في 2017. كان ابنها الأكبر (كريستوفر) يبلغ 28 سنة في ذلك الوقت. عائلة رادفورد لديها 11 ابنا، و9 بنات، و3 أحفاد في أكتوبر 2017. |

## الذكور
يضم هذا القسم الرجال الذين أنجبوا على الأقل 25 ولدًا، مع عدة نساء مختلفات عادةً. من الصعب إحصاء الرجال الذين أنجبوا عدد كبير من الأطفال عن طريق التبرع بالحيوانات المنوية. الأرقام بالخط المائل غير دقيقة، لاسيما حكام العصور القديمة.
| عدد الأولاد | الأب                                                        | ملاحظات |
| ----------- | ----------------------------------------------------------- | --- |
| 1,000-2,000 | جنكيز خان                                                   | يُقال أنه كان أبًا لـ1000 طفل على الأقل، وربما يصل العدد لـ2000 من حوالي 3000 زوجة. أظهرت التحاليل الوراثية أنه الجد الأكبر من جهة الذكور لـ0.5% من سكان العالم. |
| 867+        | إسماعيل بن الشريف                                           | السلطان العلوي للمغرب، يُقال أنه أنجب أطفالًا من العديد من الزوجات والجاريات. |
| 300–600     | برتولد ب. ويسنر                                             | استخدم طبيب الخصوبة حيوانه المنوي لتخصيب زبائنه بين 1943 و1962. وهو والد إيفا إيبوتسون عن طريق علاقة زوجية مع والدتها، بعيدًا عن عمله. |
| 365-382     | أغسطس الثاني القوي                                          | كان أغسطس هو ناخب ساكسونيا وملك بولندا. مع زوجته كريستينه ابيرهاردينه من إمارة بايرويت انجبا ابنًا واحدًا، أغسطس الثالث ملك بولندا. لقد أنجب العديد من الأطفال من عشيقاته، لكن لم يتم الإعتراف سوى بـ11 منهم فقط، واحد منهم هو موريس دي ساكس المارشال العام لفرنسا، وأيضا هو الجد الأكبر لجورج ساند.                                          |
| 210         | الملك سوبهوزا الثاني                                        | ملك سوازيلاند، عاش بين 1899-1982، ويقال أن لديه 70 زوجة. |
| 177         | السلطان إبراهيم نجويا                                       | كان ملك باموم في الكاميرون، عاش بين 1860-1933، ويقال أنه كان لديه "حوالي 600" زوجة. قيل أيضا أنه كان لديه 149 طفل بحلول ديسمبر 1915. |
| 170+        | محمد بيلو أبوبكر                                            | ولد في 1948، تزوج محمد بيلو أبوبكر، من نيجيريا، من 86 امرأة وأنجب منهم 170 طفلًا قبل أن يتم اعتقاله في 2008 بتهمة تعدد الزوجات لكونه متزوج من أكثر من أربعة، مع ذلك تم إطلاق سراحه في 2008. |
| 162+        | رمسيس الثاني                                                | فرعون مصري |
| 160+        | أنسينتاس أوجويلا أكوكو                                      | متعدد الزوجات الكيني، المعروف بـ"الخطر"، عاش بين 1916-2010 وتزوج "أكثر من 100 مرة" وأنجب "160 طفلا على الأقل" حين تزوج زوجته الأخيرة سنة 2000. مقالة غير مدعومة بالأدلة من جريدة كينية ادعت أن لديه 210 طفل: 104 بنات، و106 أبناء، من حوالي 130 زوجة.                                                                                       |
| 158         | جاك كيجونجو                                                 | عاش كيجونجو في كاتيرا، أوغندا، بين 1909-2012، وكان لديه 20 زوجة. حين توفي بعمر 103، كان لديه حوالي 500 حفيد. |
| 153         | دون رينالدو                                                 | رائد أعمال كوستاريكي يُقال أنه كان أبًا لـ153 طفلا بين 1950-2005. |
| 150         | متبرع مجهول بالحيوانات المنوية                              | متبرع أمريكي بالحيوانات المنوية وُجد أنه أنتج على الأقل 150 طفلًا. كانت تلك القصة الإلهام للفيلم الكندي Starbuck في 2011، ولنسخته الأمريكية ديليفري مان في 2013. |
| 149         | عثمان علي خان آصف جاه الخامس، آخر سلالة نظام الملك في الهند | تشير التقارير أنه كان لديه 149 طفلا. |
| 145+        | وينستون بلاكمور                                             | قائد الطائفة الأصولية المورمونية المسماة مجتمع بلاكمور/الوافر، كان أبًا لعديد الأطفال من خلال حوالي 25 زوجة. |
| 144         | الأمير تونج ثين                                             | تونج، ابن مينه مانج، كان أبًا لـ144 طفلا، بما في ذلك 78 ابن و66 بنت. |
| 142         | الإمبراطور مينه مانج                                        | تشير التقارير أنه كان أبًا لـ142 طفل من 400 زوجة. |
| 128         | مشيك دكتور نياندرو                                          | نياندرو، رجل زيمبابوي يعيش في تشيبينجي، لديه حاليًا 15 زوجة و128 طفل. |
| 106–115     | سعود بن عبد العزيز آل سعود                                  | الملك سعود، ابن عبد العزيز آل سعود ملك السعودية، عاش بين 1902-1969. وفقًا لمصدر ما فقد كان لديه 52 ابن وحوالي 54 بنت من "نطاق من النساء أوسع من نطاق والده" (الذي تزوج 22 زوجة)، مع ذلك، نسب مصدر آخر 115 طفلا إليه. |
| 114         | إد هوبين                                                    | كان هوبين هو أكثر متبرعي الحيوانات المنوية إنتاجًا. وهو يؤيد استخدام الطرق الطبيعية. |
| 114         | الأمير توي لي                                               | توي، الابن الآخر لمينه مانج، أنجب 77 ابنًا و37 بنتًا. |
| 108+        | فتح علي شاه القاجاري                                        | الشاه (الملك) الثاني للسلالة القاجارية في إيران، فتح علي (1772-1834) أنجب 48 بنتًا و60 ابنا "تجاوزوا مرحلة الطفولة"، نتيجة للزيجات الزائدة عن 160 التي عزز بها سلطته على البلاد. الكثيرون من نسله أصبحوا شخصيات بارزة. |
| <100        | أوغستس جون                                                  | الرسام الويلزي يُقال أنه أنجب "ما يصل إلى 100 طفل"، أغلبهم خارج إطار الزواج، رغم أن البعض يقولون أن هذا العدد مبالغ فيه بشكل كبير. |
| 94          | زيونا                                                       | قائد الطائفة الدينية Chana páwl، في ولاية ميزورام في الهند، لديه 94 طفل من 39 زوجة، بالإضافة إلى 33 حفيد، ويملك، وفقًا لموسوعة غينيس للأرقام القياسية، أكبر عائلة في العالم. |
| 93          | محمد دعد مراد                                               | محمد دعد مراد البلوشي كان يدعى كذلك أبو فيصل، أصله من بلوشستان ولكن تم تجنيسه الآن في عجمان، الإمارات العربية المتحدة. بحلول أبريل 2013 كان عمره 67 عامًا وينتظر طفله الـ94. في المجمل، فقد حظى بـ22 زوجة، 17 منهم لا زالوا على قيد الحياة، وأنجب منهم 56 ابنًا و37 بنتًا، أكبرهم ابن عمره 38 سنة، وأصغرهم فتاة عمرها 3 أشهر.                  |
| 49–89       | جويل راتزون                                                 | راتزون هو قائد عبادة ومسيا يهودي، ولد في 1951. في 2010، أشارت التقارير أن لديه "21 زوجة"، أنجب منهم 48 طفلا (بيانات سي إن إن)، أو "أكثر من 30 زوجة" و89 طفلًا (بيانات مجلة تايم). خرجت هذه الإحصائيات للنور حين تم اتهامه بالإستعباد والإغتصاب.                                                                                              |
| 87          | فيودور فاسيلييف                                             | فيودور فاسيلييف، فلاح من شويا، روسيا، أنجب 69 طفلا من زوجته الأولي و18 من الثانية. تجاوز على الأقل 82 من أطفاله مرحلة الطفولة. |
| 86          | تران فيت تشو                                                | فلاح من هاي لانج، كوانغ تشي (فيتنام)، أنجب 86 طفلًا من 12 زوجة. |
| 82          | منغوكوت (راما الرابع)                                       | الملك منغوكوت، عاهل تايلاند الرابع، حظي بـ32 زوجة وجارية خلال حياته وأنجب منهم 82 طفل، واحد منهم هو شولالونغكورن. |
| 80+         | جو المتبرع                                                  | الساكن في منطقة الساحل الشرقي في الولايات المتحدة، جو المتبرع هو مدير مجموعة متبرعي الحيوانات المنوية المجانية "Joesdonorgroup" على فيسبوك. جو هو متبرع لديه +30 ابن من تبرعات مجانية بالحيوانات المنوية وظهر في البرنامج التليفزيوني 20/20 لقناة ABC. كذلك فإن جو هو مؤلف العديد من الكتب حول التبرع. حظى جو بنجاحات +80 في 11 أبريل 2014. |
| 77          | شولالونغكورن (راما الخامس)                                  | الملك شولالونغكورن، عاهل تايلاند الخامس، حظي بـ92 زوجة خلال حياته أنجبن 77 طفلا، منهم 33 ابنا و44 بنتًا. |
| 75          | توكوغاوا إييناري                                            | شوغون إييناري، الشوغون الـ11 لشوغونية توكوجاوا أنجب 75 طفلًا من 900 امرأة. وهو والد توكوجاوا إييوشي. |
| 75          | عبد العزيز آل سعود                                          | الملك عبد العزيز، العاهل الأول للسعودية، عاش بين 1876-1953، لديه 45 ابنًا مسجلًا وحوالي 30 بنتًا من 22 زوجة وجارية. بحلول 2001 كان لديه 2500-3500 نسل مباشر. |
| 75          | جاي هوكينز                                                  | جاي حوكينز، مغني روك، لديه 57 طفلًا مؤكدين، ربما يصل العدد إلى 75. |
| 75          | سيسيل بيران جاكوبسون                                        | طبيب الخصوبة اشتُبه في أبوته لـ75 طفلًا عن طريق تلقيح المرضى بحيوانه المنوي الخاص.[بحاجة لمصدر] خلال المحاكمة تم تأكيد أن 15 طفل هم بالفعل له من خلال الحمض النووي. |
| 74          | بين سيسلر                                                   | سيسلر، الذي أمضى 3 سنوات يتبرع بالحيوانات المنوية لبنك حيوانات منوية في فيرجينيا ليوفر تكاليف كلية الحقوق، علم مؤخرًا أن تبرعاته أنتجت 74 طفلًا. |
| 73          | بوذا لوت ناباهالا (راما الثاني)                             | الملك بوذا لوت ناباهالا، العاهل الثاني لتايلاند، أنجب 73 طفل من 40 امرأة. |
| 72          | الإمبراطور هويتسونغ من سلالة سونغ                           | الإمبراطور هويتسونغ من سلالة سونغ، إمبراطور سلالة سونغ، أنجب 38 ابنًا و34 بنتًا من 148 زوجة |
| 72          | مهتار أمان المُلك                                            | أمان الملك، حاكم شيترال، جزء من باكستان الآن، (1821-1892) والمعروف بالمهتار العظيم. أنجب 72 طفلًا، كما ذكر في كتاب قبائل الهندوس كوش لجون بيدولف. |
| 65          | هيبر سي. كيمبل                                              | المستشار الأول لكنيسة يسوع المسيح لقديسي الأيام الأخيرة، أنجب أطفالًا من 17 زوجة من زوجاته الـ43.[بحاجة لمصدر] |
| 65          | رولون جيفز                                                  | رئيس الكنيسة الأصولية ليسوع المسيح لقديسي الأيام الأخيرة، أنجب أطفالًا من بينهم وارن جيفز، من 75 زوجة. |
| 64          | جون و. هيس                                                  | عاش من 1824 إلى 1903 وكان رئيس كنيسة يسوع المسيح لقديسي الأيام الأخيرة في ديفيز ستيك في 1894. أنجب 64 طفلًا من 7 زوجات كما ذكر في سيرته الذانية. ذُكر في نعيه 65 طفلًا. |
| 64          | تيو تي                                                      | إمبراطور فيتنام، أنجب أطفالًا من 24 زوجة. |
| 61          | نورودوم ملك كمبوديا                                         | ملك كمبوديا، أنجب 61 ابنًا وبنتًا من 47 زوجة. |
| 60          | وارن جيفز                                                   | رئيس الكنيسة الأصولية ليسوع المسيح لقديسي الأيام الأخيرة، أنجب أطفالًا من خلال 70 زوجة. |
| 59          | شوانزونغ إمبراطور تانغ                                      | شوانزونغ إمبراطور سلالة تانغ، أنجب 30 ابنًا و29 بنتًا من العديد من الزوجات. |
| 58          | جيناديج رايفيتش                                             | من المعتقد أن أستاذ علم الأعصاب جيناديج رايفيتش، المولود في 1963، لديه 58 طفل عن طريق التبرع بالحيوانات المنوية، المعلن عنه من خلال مواقع غير مرخصة. |
| 57          | بريغهام يونغ                                                | رئيس كنيسة يسوع المسيح لقديسي الأيام الأخيرة، أنجب أطفاله عن طريق 16 من زوجاته الـ55. |
| 56          | جون د. لي                                                   | رائد يوتا وقائد مبكر لكنيسة يسوع المسيح لقديسي الأيام الأخيرة، حظي بـ18 زوجة و56 طفلًا. |
| 55          | الإمبراطور كانغ شي                                          | إمبراطور صيني من سلالة تشينغ عاش بين 1654-122، أنجب 35 ابنًا و20 بنتًا من عديد الزوجات والجواري.[بحاجة لمصدر] |
| 55          | بيريجرين سيشنز                                              | عضو كنيسة يسوع المسيح لقديسي الأيام الأخيرة وابن باتي بارتليت سيشنز، حظي بـ55 طفلًا و8 زوجات.[بحاجة لمصدر] |
| 54+         | محمد بن عوض بن لادن                                         | تزوج ذلك المهاجر اليمني إلى السعودية 22 مرة وأنجب على الأقل 54 طفلًا . من المعتقد أن أسامة بن لادن هو ابنه الـ17. |
| 54          | ميريل جيسوب                                                 | أسقف وزعيم لمرة واحدة بحكم الأمر الواقع للكنيسة الأصولية ليسوع المسيح لقديسي الأيام الأخيرة، أنجب 54 طفلًا من وزجاته الست الأوائل. |
| 52          | سالم جمعة                                                   | سالم جمعة من الإمارات العربية المتحدة أنجب 52 طفلًا من 12 زوجة. بحلول نوفمبر 2009 كان يبلغ تقريبًا 75 عاما و10 من أطفاله كانوا قد توفوا. أما الـ42 الباقون فكانوا 21 ابنا و21 بنتا تتراوح أعمارهم بين 13 و38 سنة. |
| 51          | فرا بات (راما الثالث)                                       | الملك فرا بات، ملك تايلاند الثالث، أنجب 51 طفلًا من 37 امرأة. |
| 50          | تشين شي هوانج                                               | الإمبراطور الأول لسلالة تشين والإمبراطور المؤسس للصين. أنجب حوالي 50 طفلا من العديد من الجواري. |
| 50          | لويز كوستا أوليفيرا                                         | برازيلي من ولاية ريو جراندي دي نورتي، لديه 50 طفلا من 3 نساء (زوجة، وشقيقتها، ووالدتها). |
| 50          | الطبيب/ دونالد ل. كلين                                      | طبيب خصوبة أمريكي من كلية الطب بجامعة إنديانا استخدم حيوانه المنوي أكثر من 50 مرة لتخصيب زبائنه منذ السبعينيات. تبين أن الحمض النووي يربط 8 إخوة حتى الآن. |
| 50          | جان بيدل بوكاسا                                             | ديكتاتور جمهورية أفريقيا الوسطى، عاش بين 1921-1996، وكان لديه 17 زوجة.[بحاجة لمصدر] |
| 48          | جوزيف ف. سميث                                               | الرئيس السادس لكنيسة يسوع المسيح لقديسي الأيام الأخيرة، أنجب 48 طفلا من 6 زوجات (على الرغم من أن زوجته الأولى، ليفيرا سميث، لم تنجب أبدا). |
| 46          | جوزيف جيسوب                                                 | في فبراير 2010 كان جيسوب يبلغ 88 عاما. عاش جيسوب في شورت كريك، يوتا، جنبا إلى جنب مع مجتمع به على الأقل 6000 تابع للكنيسة الأصولية ليسوع المسيح لقديسي الأيام الأخيرة. أنجب 46 طفلًا من 5 زوجات وحظي بـ239 حفيد. |
| 46          | مارين و. ميريل                                              | مورمون والجد الأكبر لتود كريستينسين، أنجب 46 طفلًا عن طريق 6 من زوجاته الثمانية. |
| 45          | أورسون برات                                                 | أورسون برات (الكبير)، متعدد الثقافة، ورسول كنيسة يسوع المسيح لقديسي الأيام الأخيرة، عاش بين 1811-1881، وأنجب 45 طفلًا عن طريق زوجاته العشر.[بحاجة لمصدر] |
| 30–45       | عيدي أمين                                                   | ديكتاتور أوغندا، عاش بين 1925-2003، وكان لديه 17 زوجة.[بحاجة لمصدر] |
| 44          | جيسي ن. سميث                                                | جيسي ناثانييل سميث، مورمون رائد، وقائد كنسي، ومستعمر، وسياسي، وساكن حدودي، وعضو كنيسة يسوع المسيح لقديسي الأيام الأخيرة، أنجب 44 طفلًا من زوجاته الخمس. |
| 43          | متبرع دنماركي بالحيوانات المنوية                            | أنجب ذلك الرجل الدنماركي 43 طفلًا على الأقل من خلال 14 عيادة حقن مجهري في 10 بلاد مختلفة. 5 أطفال على الأقل ممن أنجبهم امتلكوا خللًا وراثيًا. سُمح لهذا الرجل بالإستمرار في التبرع بالحيوانات المنوية رغم أن القوانين الدنماركية تقيد التبرع بـ25 فقط.                                                                                          |
| 43          | فيليب الرابع ملك إسبانيا                                    | أنجب 13 طفلًا شرعيًا من زوجتيه ويُقال أنه أنجب على الأقل 30 غير شرعيين من نساء مختلفة. |
| 42          | الإمبراطور هونغوو                                           | الإمبراطور الأول لسلالة مينج. أنجب 26 ابنًا و16 بنتًا من العديد من الزوجات. |
| 42          | فيرا شاكري (راما الأول)                                     | الملك فيرا شاكري، ملك تايلاند الأول، أنجب 42 طفلًا من 28 امرأة. |
| 42          | لورينزو سنو                                                 | رئيس كنيسة يسوع المسيح لقديسي الأيام الأخيرة، أنجب أطفاله من زوجاته التسع.[بحاجة لمصدر] |
| 42          | جوزيف كوني                                                  | جوزيف كوني، الزعيم الأوغندي لجيش الرب للمقاومة، لديه 42 طفلًا من 88 زوجة. |
| 41          | فريدريتش فون كالبوتس                                        | رجل ثانوي من بروسيا عاش بين 1651-1702، أنجب 11 طفلًا من زوجته، و30 من امرأة قروية كانت ضمن نطاقه. المومياء الخاصة به محفوظة في كنيسة في نويشتات في براندنبورج. |
| 41          | أستون "رجل العائلة" باريت                                   | أستون فرانسيس باريت (ولد في 22 نوفمبر 1946)، يُدعى عادة "رجل العائلة"، موسيقي جامايكي راستافاري. أطلق عليه ذلك اللقب قبل أن يحظى بأي أطفال. تنبأ أستون بدوره كقائد لفرقة موسيقية وبدأ في تسمية نفسه "رجل العائلة". أنجب من بعدها 41 طفلًا. |
| 41          | محمد يوسَف                                                   | محمد يوسَف من سرغودها، باكستان، حظي على الأقل بـ41 طفل من 7 زوجات. |
| 41          | الإمبراطور جاوزو                                            | الإمبراطور جاوزو، إمبراطور سلالة تانغ، أنجب 41 طفلًا من زوجات متعددة. |
| 40          | الإمبراطور داي زونغ                                         | إمبراطور سلالة تانغ، أنجب 20 ابنا و20 بنتا من العديد من الزوجات. |
| 40          | مايك هولبين                                                 | مايك هولبين، من إبو فال، مونماوثشاير، لديه على الأقل 40 طفلًا. |
| 39+         | وو إمبراطور جن                                              | سيما يان، مؤسس سلالة جن الحاكمة في الصين، أنجب 26 ابنًا و13 بنتًا على الأقل. |
| 38          | الإمبراطور تشان زونغ                                        | إمبراطور سلالة تانغ. أنجب في المجمل 20 ابنًا و128 بنتًا من الكثير من الزوجات. |
| 38          | مارتن بليل                                                  | كان مارتن بليل مدير مدرسة من مدينة رابرستال، النمسا السفلى في القرن الـ18. حظي بـ29 طفل من زوجته الأولى، آنا ثيريسيا بليل. كان ابنهما الـ24 هو الملحن إجناز بليل (ولد 1757). أنجب كذلك 9 أطفال آخرين من زوجته الثانية، ماريا آنا بليل. |
| 38          | رامون ريفيليا                                               | ممثل فليبيني وعضو سابق بمجلس الشويخ، أنجب أطفالًا عن طريق 16 امرأة مختلفة. يدعي أنه أنجب ما يصل إلى 72 طفلًا. |
| 37          | روبيرت جاردنر                                               | روبرت جاردنر جونيور، مورمون رائد اسكوتلندي المولد، حظي بـ37 طفل من زوجاته الأربع. |
| 36          | الإمبراطور شون سونج                                         | إمبراطور من سلالة تانغ. أنجب 23 ابنًا و13 بنتًا من زوجات متعددة. |
| 35+         | عبد الله بن عبد العزيز آل سعود ملك السعودية                 | الملك عبد الله الملك السابق للسعودية، ولد في 1924، وأنجب على الأقل 35 طفلًا من 13 زوجة. |
| 35          | الإمبراطور تايزونج                                          | الإمبراطور تايزونج (تايتسونج)، الإمبراطور الثاني لسلالة تانغ. أنجب 14 ابنًا و21 بنتًا من العديد من الزوجات. يعتبر واحد من أعظم أباطرة الصين، حيث احتل إمبراطورية بلغت مساحتها 12,400,000 كيلومتر مربع. |
| 35          | هوراس مارتن الكسندر                                         | كان ألكسندر مورمونًا، عريف في كتيبة المورمون، وكان ودودًا مع جوزيف سميث. كان لديه 35 طفلًا من 4 زوجات، من 1836 حتى 1871 على الأقل. |
| 34          | جون تايلور                                                  | رئيس كنيسة يسوع المسيح لقديسي الأيام الأخيرة، أنحب أطفالًا عن طريق زوجاته الـ7. [بحاجة لمصدر] |
| 34          | تايجو ملك غوريو                                             | مؤسس وكذلك أول ملك لممكلة غوريو، أنجب 34 طفلًا (25 ابن و9 بنات) عن طريق 32 شريكة (6 ملكات و26 جارية). |
| 33          | ويلفورد وودروف                                              | رئيس كنيسة يسوع المسيح لقديسي الأيام الأخيرة، أنجب أطفاله عن طريق زوجاته الخمس (ربما ستة). تحقق من التاريخ في: \|year= / \|date= mismatch |
| 33+         | ديليون "ديلون" آشير                                         | كان آشير هو حارس بوابة الرسوم الأولى في كنتاكي، بالقرب من بينفيل. أنجب على الأقل 33 طفلًا من 4 نساء لبن 1804 و1845.[بحاجة لمصدر] |
| 32          | يوان شيكاي                                                  | لواء وسياسي صيني مهم، أنجب 32 طفلًا (17 ابن و15 بنت) من زوجته و9 جاريات. |
| 32          | جيا لونج                                                    | إمبراطور فيتنام، كان أبًا لـ32 طفلًا. |
| 32          | ألبيرت إيموند بارلو                                         | تابع لكنيسة يسوع المسيح لقديسي الأيام الأخيرة يسكن في يوتا، تم اعتقاله بتهمة تعدد الزوجات بسن الـ52 في 1955. يُقال أنه أنجب 32 طفلًا من زوجاته الثلاث. |
| 31+         | تساو تساو                                                   | حظي تساو تساو بـ25 ابنًا (منهم ساو بي، مؤسس مملكة واي الصينية) و6 بنات على الأقل. |
| 31          | بنجامين كلارك                                               | ابن عم المستكشف ويليام كلارك، حظي بـ31 طفلًا من زوجتيه، توفي 7 منهم في طفولتهم. |
| 33          | د. جان محمد                                                 | جان محمد من كويته، باكستان. لديه 14 ابنًا و19 بنتًا. |
| 30+         | جوناس سافيمبي                                               | سياسي أنجولي وقائد حرب عصابات، عاش بين 1934-2002، وحظي بـ29-31 طفلًا بحلول 1999، عدد زوجاته غير معلوم. |
| 30+         | عمر بونغو                                                   | رئيس الجابون، عاش بين 1935-2005، عدد زوجاته غير معلوم.[بحاجة لمصدر] |
| 30          | تاكسين، ملكة ثونبوري                                        | تاكسين، ملكة مملكة ثونبوري ، لديها 21 ابنا وتسع بنات. |
| 30          | مايلز بارك رومني                                            | مورمون والجد الأكبر لميت رومني، حظي بـ30 طفلًا من 5 زوجات، تزوج بزوجته الأخيرة في 1890، قبل إعلان 1890 بقليل. |
| 30          | توم جرين                                                    | مورمون أصولي، أنجب أطفاله من خلال 10 نساء. |
| 30          | فالي ديالو                                                  | الإمام السنغالي الحاج فالي ديالو كان لديه، حتى 2014، 30 طفلًا من 3 زوجات. ينظم احتجاجات ضد تنظيم الأسرة في السنغال، مدعيًا أنه واجبه الذي منحه إياه الرب أن يتكاثر. |
| 29          | سيسوواث ملك كمبوديا                                         | الملك سيسوواث، ملك كمبوديا، أنجب 29 ابنًا وبنتًا. |
| 28          | الإمبراطور زاو زونج                                         | الإمبراطور زاو زونج، الإمبراطور قبل الأخير لسلالة تانغ، أنجب 17 ابنًا و11 بنتًا من العديد من الزوجات. وهو والد الإمبراطور آي من سلالة تانغ. |
| 28          | محمد علي ورانلي                                             | ورانلي هو رجل أعمال صومالي يعيش في مقديشو، الصومال. واحد من أغنى الرجال في الدولة، كان لديه 3 زوجات، أنجبت الأولى 11 طفلًا، والثانية 10 أطفال فيما أنجبت الثالثة 7. |
| 27          | الإمبراطور تشيان لونغ                                       | الإمبراطور تشيان لونغ، إمبراطور سلالة تشينغ أنجب 17 ابنًا و10 بنات من 38 زوجة. |
| 25          | إدوارد هيس                                                  | كان هيس صاحب خمارة من سيف هاربر، بنسيلفانيا، وامتلك أيضا مزرعة سمكية. أحد أغنى رجال المنطقةـ حظي بـ4 أطفال من زوجته الأولى إليزابيث آن شينك، و17 طفلًا من زوجته الثانية ماري آن لويس، و4 من الثالثة كاثرين رانكين. |
| 23          | احمد بن سلمان الحمادي                                       | اماراتي انجب 23 من الابناء 12 ابنا و 11بنتا من ثلاث زوجات إماراتيات. |